# ميولابوه
ميولابوه (بالإنجليزية: Meulaboh)‏ هي منطقة سكنية تقع في إندونيسيا في آتشيه.